# Týnec nad Labem
Týnec nad Labem település Csehországban, a Kolíni járásban. Týnec nad Labem Labské Chrčice, Kojice, Veletov, Bělušice, Krakovany, Konárovice, Svatý Mikuláš, Záboří nad Labem és Bernardov településekkel határos. Lakosainak száma 2205 fő (2024. január 1.).

## Népesség
A település lakosságának változását az alábbi diagram mutatja:
| Lakosok száma | 2992 | 2668 | 2403 | 2154 | 1941 | 1968 | 2064 | 2063 | 2090 | 2205 |
|               | 1869 | 1900 | 1921 | 1961 | 1980 | 2011 | 2016 | 2019 | 2021 | 2024 |